# كأس تركيا 2006–07
كأس تركيا 2006–07 (بالتركية: 2006-07 Türkiye Kupası)‏ هو موسم من كأس تركيا. كان عدد الأندية المشاركة فيه 72، وفاز فيه نادي بشكتاش.